# Петко Петков (футболен треньор)
Вижте пояснителната страница за други личности с името Петко Петков.
Петко Цветанов Петков е български треньор по футбол. Завършил е НСА „В. Левски" гр. София, специалност футбол. Притежава UEFA "PRO" лиценз за треньор и от 2008 г. На 18 ноември 2015 г. е назначен за помощник-треньор на Лудогорец (Разград).

## Състезателна кариера
Започва да тренира футбол през 1976 г. до 1986 г. в ДЮШ на Люлин (София). Играе на поста нападател. От 1986 до 1988 г. отбива военната си служба в „Армейска школа Чавдар“. От 1988 до 1991 г. носи екипа на Академик (София), с когото се състезава в Б група, а от 1991 до 1993 г. е състезател на Септември (София). През 1993 г. прекратява състезателната си кариера, поради проблеми с адукторите.

## Треньорска кариера
През 1988 година постъпва в НСА специалност треньор по футбол, дипломира се през 1993 г. През 1994 г. защитава „UEFA "B" лиценз“ на Българската треньорска школа по футбол. От 1995 до 2000 г. работи като треньор в ДЮШ на Септември (София). През 1999 г. с юношите (род. 1984 и 1985) става Републикански шампион и печели Купата на БФС. През сезон 1999/2000 е асистент на Венцислав Арсов в юношеския Нац. отбор родени 1984 г. През сезон 2000/01 е помощник отново на Венци Арсов в Миньор (Перник), но вече в А група. През 2001/02 работи в Саудитска Арабия, където е помощник на Добромир Жечев в Ал Наджма. През сезон 2002/03 г. е помощник на Бисер Хаздай в Септември (София), а през следващия сезон 2003/04 вече е старши треньор на отбора в Б група. Същата година защитава „UEFA А лиценз“. През 2005/06 г. работи в ДЮШ на Левски Сф., където води набор 1988 г. През 2006 г. след личен разговор с Гриша Ганчев приема неговата покана и преминава на работа във Футболна Академия Литекс. През 2007 г. е помощник на Ферарио Спасов в Литекс, но след десетия кръг треньорския щаб е заменен от този на Миодраг Йешич. Петко Петков се връща на работа в Академията и води едновременно дублиращия отбор на Литекс, както и юношите старша възраст (род. 1992). На 15 април 2009 печели Купата на БФС при юноши, родени 1993 г., като във финалната среща играна в Пловдив „оранжевите“ побеждават връстниците си от Нафтекс с 2:1. Пак през същата година в Правец под негово ръководство юношеската формация на Литекс взима участие в VI издание на международния футболен турнир за юноши „Юлиян Манзаров“. „Оранжевите“ попадат в т.нар. „желязна група“, в които са още отборите на ЦСКА (София), Левски (София) и Стяуа Букурещ. Литекс завършват първи в групата си и се класират на финала. Там ловчалии побеждават връстниците си от гранда Барселона и печелят турнира. След провала и уволнението на Станимир Стоилов Петков води мъжкия състав в един кръг до назначаването на новия наставник Ангел Червенков. Това е срещата от IV кръг на А група, в която ловчалии побеждават Монтана с 3:0. От 2009 притежава УЕФА “PRO” лиценз. Същата година посещава специализиран курс на УЕФА в Коверчано, Италия. Владее свободно английски език. През 2010 г. извежда „оранжевите“ до финал за Купата на БФС при юношите старша възраст, родени през 1992 г. В Мездра Литекс губи драматично финала от Левски (София) с 0:1. Шампион с дублиращия отбор на Литекс за Сезон 2009/10. като завършва с преднина от 11 точки пред втория. През 2010 г. със старшата възраст на Литекс отново печели Турнира „Ю.Манзаров“ като отбора му завършва с впечатляващата голова разлика 14:1. На 5 август 2010 г. след отпадането на Литекс от отбора на Жилина в турнира за Шампионската лига наставника на „оранжевите“ Ангел Червенков е уволнен и на негово място е назначен Петко Петков. Още във втория си мач начело на Литекс печели Суперкупата на България, води отбора и срещу Дебрецен в турнира за Шампионската лига. В началото на септември 2010 г. неочаквано е заменен от Любослав Пенев и е назначен за негов асистент. Напуска Литекс през 2013 г. като изтъква семейни причини. На 18 ноември 2015 г. е назначен за помощник-треньор на Лудогорец (Разград). На 24 август 2018 година Петко Петков е обявен за наставник на ЦСКА 1948, където заменя освободения Валентин Илиев. На 20 октомври Петков подава оставка като треньор на ЦСКА 1948. На 9 декември 2019 г. Петков е обявен за старши треньор на Етър. На 10 ноември 2020 г. Петков напуска Етър по взаимно съгласие.